# Vivian Caoba
Vivian Caoba, nombre artístico de Pere Terrassa, (Alquería Blanca, Santañí, 1972) es una artista, cantante, vedette, actriz y drag queen mallorquina. Ha sido la principal vedette de la escena mallorquina, realizando numerosas apariciones tanto en espectáculos como en la televisión pública de las Islas.
Sus inicios se remontan a la década de 1990 en la ciudad de Barcelona. Sus primeras actuaciones tuvieron lugar en el ya extinto bar Ballet Blau de Ciutat Vella, haciendo números de cabaret y transformismo. Ya en la isla de Mallorca, se dio a conocer con sus actuaciones donde interpretaba (o según ella, "incorporaba" a su espectáculo) canciones de artistas dispares como Rocío Jurado, Núria Feliu o Maria del Mar Bonet.
Tal y como afirma la propia Vivian, fue la primera transformista que hacía cabaret empleando como lengua principal el catalán de Mallorca. A su juicio, el uso del catalán como lengua vehicular de su espectáculo es algo natural, y no impuesto o estudiado con anterioridad.
Su nombre real es Pere Terrassa.